# Joaquín Fernández Prida
Joaquín Fernández Prida (Oviedo, 1863-Madrid, 1942) Jurista, catedrático de Derecho Internacional, abogado y político español, fue ministro de Gracia y Justicia, ministro de Gobernación, ministro de Marina y ministro de Estado durante el reinado de Alfonso XIII.

## Biografía
Fue hijo de Francisco Fernández Cardín, catedrático y vicerrector de la Universidad Literaria de Oviedo. Se licenció en derecho en la Universidad de Oviedo en 1882, continuando sus estudios en Madrid, donde se doctoró en 1884. En 1886 ganó la cátedra de Derecho Internacional en la Universidad de Sevilla, pasando en 1893 a impartir esta disciplina a Santiago de Compostela y en 1898 a la Universidad Central de Madrid, a cuyo claustro perteneció hasta su jubilación en 1933. Adquirió gran prestigio como iusinternacionalista, siendo autor de una notable obra científica. Colaboró en numerosas revistas especializadas y periódicos. Su autoridad fue reconocida en el extranjero, siendo requeridos sus servicios como árbitro por los gobiernos de Alemania y Reino Unido para fallar sobre un litigio que sostenían sobre la frontera en la bahía de Walfisch, en África.
Carlista en su juventud, fue después miembro del Partido Conservador y seguidor de Antonio Maura. En 1903 es elegido senador por la Universidad de Valladolid para, en 1919, ser nombrado senador vitalicio.
Fue ministro de Gracia y Justicia entre el 3 de noviembre de 1917 y el 22 de marzo de 1918 en un gabinete presidido por Manuel García Prieto. Posteriormente ocuparía la cartera de ministro de Gobernación en el gobierno que entre el 12 de diciembre de 1919 y el 5 de mayo de 1920 presidiría Manuel Allendesalazar. Con este mismo político sería titular del ministerio de Marina entre el 13 de marzo y el 4 de agosto de 1921 y, finalmente desempeñaría la cartera de Estado con Sánchez Guerra entre el 8 de marzo y el 4 de diciembre de 1922.
Coincidiendo con este mandato tuvo lugar el desastre de Annual, donde fue responsable del abandono y posterior muerte de unos 3.000 soldados españoles en territorio marroquí. Después de los desastrosos resultados del ejército español, Dámaso Berenguer, alto comisario de España en Marruecos, pidió la compra de dos barcazas y el envío del acorazado Alfonso XIII para permitir a los soldados españoles ser rescatados. La negativa de Fernández Prida condenó a muerte a los hombres que se encontraban resistiendo en Monte Arruit.
Con el advenimiento de la Dictadura de Primo de Rivera, se negó a colaborar con este régimen y, más tarde, como monárquico, intervino contra la República. Representó a España en diversos congresos internacionales y dirigió el Instituto Diplomático y Consular y el Centro de Estudios Marroquíes.
Su nombre aparece en la lista de los veintidós juristas que, designados por el Ministerio de Gobernación franquista, elaboraron el “dictamen sobre la ilegitimidad de los poderes actuantes el 18 de julio de 1936”, documento publicado el 21 de diciembre de 1938, que pretendía justificar la sublevación militar que provocó la guerra civil española. Se casó con Carmen García-Mendoza.